# William Howard Livens

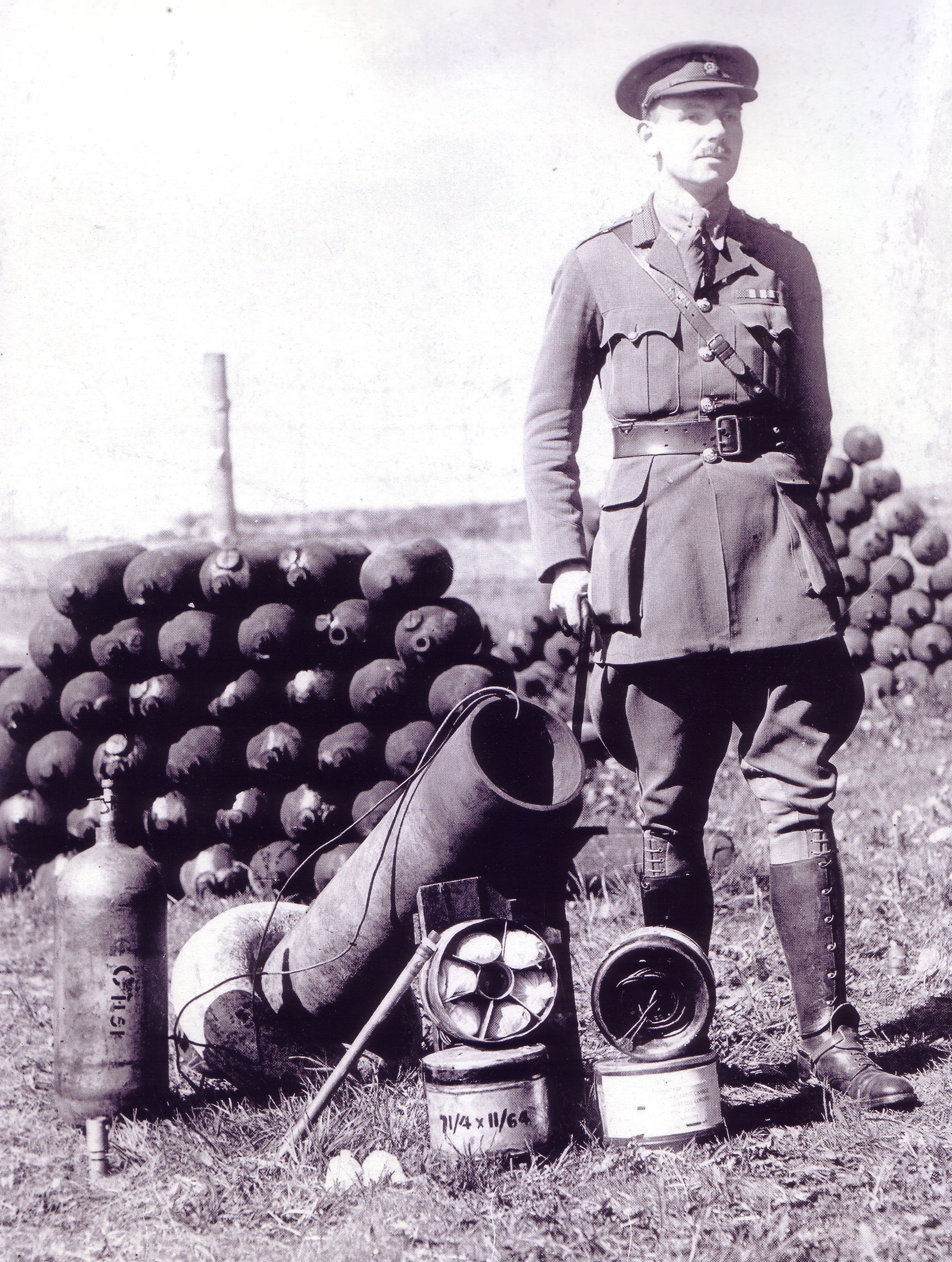
Kapitan W.H. Livens ze swoim moździerzem

William Howard Livens DSO MC (ur. 28 marca 1889, zm. 1 lutego 1964 w Londynie) – brytyjski oficer i inżynier, specjalista od broni chemicznej i zapalającej w czasie I wojny światowej. Konstruktor taniego i skutecznego moździerza chemicznego, noszącego jego imię, oraz nowoczesnej zmywarki do naczyń.

## Życiorys
Przed I wojną światową William Howard Livens, inżynier z wykształcenia, pracował dla swojego ojca, w firmie Ruston & Proctor (która później odegrała ważną rolę w rozwoju czołgu). Do armii wstąpił jesienią 1914 roku. Po niemieckim ataku gazowym w czasie II bitwy pod Ypres zaczął prace nad bronią, dającą możliwość odwetu (choć jeszcze był w trakcie szkolenia). W sierpniu 1915 roku dołączył, jako jeden z nielicznych nie-chemików do oddziałów gazowych brytyjskich saperów i w 1916 roku (według A. Saundersa już w 1915) został dowódcą kompanii miotaczy ognia w Royal Engineers Special Brigade. W odpowiedzi na użycie przez Niemców miotaczy ogni zajął się (z pomocą ojca, także inżyniera) konstrukcją takiej broni. W listopadzie 1916 roku jego wielkoskalowy miotacz Livens Large Gallery Flame Projector, oraz mniejszy (także stacjonarny) model, zostały użyte nad Sommą.
Według jemu współczesnych, Livensa charakteryzowała wielka energia i równie wielka nienawiść do Niemców. Chciał osobiście zemścić się za ofiary zatonięcia „Lusitanii” (przekonany, że wśród ofiar znalazła się jego żona, poprzysiągł zabić identyczną liczbę Niemców, ilu zginęło pasażerów transatlantyku). By zdobyć potrzebne materiały, nie wahał się używać pozaregulaminowych środków. Jego najważniejsze dzieło, skonstruowany w 1916 roku prosty, ale bardzo skuteczny moździerz do miotania bomb zapalających, został pierwotnie zbudowany ze zbędnych beczułek (broń tę potem powszechnie nazywano Livens Drum – „beczką Livensa”). Gdy wynalazek uznano za zbyt niebezpieczny by testować go na oficjalnym poligonie chemicznym w Porton, oddział Livensa przeprowadził testy na własną rękę.
Moździerz Livensa stał się standardową bronią brytyjskich ataków gazowych w drugiej połowie wojny: wyprodukowano go w około 150 tys. egzemplarzy. Livens miał nadzieję, że masowe użycie jego moździerzy pozwoli zmniejszyć koszt zabicia jednego Niemca do 16 szylingów. Broń pozostała na wyposażeniu do czasów II wojny światowej.
Kapitan Livens 14 stycznia 1916 roku został odznaczony Military Cross i Distinguished Service Order z dniem nadania 28 grudnia 1917 roku. We wrześniu 1917 roku został członkiem Trench Warfare Committee, pracując nad rozwojem swojego moździerza.
Po wojnie, w 1924 roku, skonstruował pierwszą nowoczesną zmywarkę do naczyń z obrotowym spryskiwaczem i półkami na naczynia. W czasie II wojny światowej pracował dla wojska jako cywilny konsultant.